# MinWin
(Eric Traut)
MinWin è un progetto realizzato da Microsoft con lo scopo di separare e quindi poter rimuovere il più alto numero possibile di componenti di Windows. Sebbene utilizzi a livello architetturale un microkernel molto simile a quello di Windows, MinWin utilizza un set minimo di driver e componenti, in modo da potere ottenere nelle prossime versioni di Windows una maggiore elasticità, consentendo all'utente di avere una maggiore libertà su quali componenti utilizzare e quali no, offrendo quindi la possibilità di rimuovere completamente l'interfaccia grafica, migliorando quindi le possibilità di utilizzo su sistemi embedded o server.
Dal forum di Channel 9 (il sito Microsoft di divulgazione e conversazione tramite i video) è stato rintracciato un video che mostra il sistema.
Da un'intervista a Steven Sinofsky, il vicepresidente senior del Windows and Windows Live Engineering Group, è emerso che il kernel di Windows 7 non sarà MinWin, come anticipato da più fonti, ma una evoluzione del kernel di Windows Vista ed infatti lo è diventato.

## Il video
Il video mostra Eric Traut presentare la nuova tecnologia di virtualizzazione di Microsoft all'Università dell'Illinois e tra le varie cose mostra una versione del core di Windows di soli venti megabyte, chiamato MinWin, attualmente solo per uso interno.
Si tratta di un kernel molto ridotto sul quale successivamente si aggiungeranno altri moduli a seconda delle necessità, evitando così che cresca a dismisura diventando un peso in grado di limitarne performance e stabilità.
È basato su un ridottissimo numero di files, circa un centinaio, dato impressionante se si pensa ai cinquemila dell'attuale Windows: dopo la schermata di boot (bootscreen) realizzata in ASCII art si potrà osservare un piccolo e semplice web server HTTP in grado di funzionare in quaranta megabyte e con soli sette megabyte liberi.
A quanto si dice, questo core dovrebbe essere in grado di scalare ed essere utilizzato con macchine fino a 256 processori.